# Volkswagen T3
El Volkswagen T3, Volkswagen T25 en el Reino Unido,  MiniBus en Sudáfrica o Vanagon en Estados Unidos y América es la tercera generación del Volkswagen Transporter producida por el fabricante Alemán Volkswagen desde el año 1979 hasta el año 1992. Reemplazó al Volkswagen Transporter T2. Fue el último modelo de Volkswagen Transporter con el motor detrás. En Sudáfrica la producción acabó más tarde que en el resto de Europa(1992), ya que hasta 2002 se comercializaron distintas unidades con grandes motores de gasolina con la denominación de MiniBus.

## Historia
En la primavera de 1979 la empresa Alemana Volkswagen lanzó al mercado el nuevo Volkswagen Transporter que, además de numerosas novedades técnicas en el chasis y el motor, también contaba con una carrocería de nuevo diseño que ofrecía unas mejores condiciones de visibilidad, más capacidad de almacenamiento y mayor valor útil del vehículo. La tercera generación del Volkswagen Transporter supuso una pequeña revolución: los cálculos por ordenador a través del método de elementos más fino habían logrado "eliminar" en parte el bastidor de debajo de la carrocería y, a la vez, hacer el vehículo aún más rígido.
Fue la tercera generación de Volkswagen Transporter y se comercializó con distintos nombres en todo el mundo:
- T3, Transporter o Caravelle en Europa.
- T25 en U.K.
- Microbús o Bus en Sudáfrica
- Vanagon en América del Norte y Sur.

El comienzo del T3 no fue tan halagüeño como se había previsto, lo que quizás se pueda atribuir a sus prestaciones de marcha. Y es que el motor bóxer, todavía refrigerado por aire, tenía ahora que vérselas con una tara de 1.385 kg. El motor más pequeño (1584 c.c.) no permitía superar los 110 km/h. La variante más potente (1.970 c.c./51 kW/68 CV) impulsaba el vehículo hasta una velocidad máxima de 127 km/h en autopista, lo que suponía 3 km/h menos que su predecesor. Así que las indiscutibles ventajas del nuevo modelo al principio lo tuvieron muy difícil para convencer a la clientela internacional.
El Transporter de la tercera generación únicamente logró convertirse en un modelo de éxito cuando su potencia y fuerza de arrastre aumentaron gracias al motor bóxer refrigerado por agua y, sobre todo, al motor diésel. Al fin y al cabo tenía mucho que ofrecer. La carrocería, 125 mm más ancha, disponía ahora de tres auténticos asientos en la cabina del conductor, el ancho de vía y la batalla habían crecido y, a la vez, el radio de giro era menor. Todo el habitáculo era ahora más grande, estaba mejor ventilado, era más seguro y tenía un aspecto más moderno.
Pero, una vez más, la novedad más importante se escondía bajo su piel exterior: la seguridad de marcha y el confort habían dado un enorme salto adelante. El eje delantero (doble brazo oscilante transversal, muelles helicoidales de efecto progresivo con amortiguadores telescópicos internos y estabilizador transversal) suponía el complemento ideal para el eje trasero de brazos oscilantes inclinados, en principio sin cambios. La capacidad de carga llegaba hasta valores próximos al mítico límite de los 1000 kg: 995 kg para el motor de 1,6 l y 30 kg menos para la versión más pesada de 2 l.
La seguridad de marcha había mejorado considerablemente, tanto la activa como la pasiva. Los ensayos de colisión facilitaron el desarrollo de los elementos destinados a absorber la energía en caso de colisión frontal o lateral mediante su deformación controlada. La parte delantera de la cabina del conductor albergaba unas defensas situadas a la altura de las rodillas, mientras que unos perfiles de gran resistencia ubicados en las puertas mejoraban la protección en caso de impacto lateral.
El motor diésel de cuatro cilindros en línea fue introducido por primera vez en 1981. Con el motor de combustión espontánea, la tercera generación del Transporter volvió a remontar el vuelo; un año después, el potente motor bóxer refrigerado por agua permitió consolidar aún más el despegue.

## Cronología de los modelos T3

### 1979 - 1980
- El nuevo Volkswagen Transporter

El nuevo Volkswagen Transporter sale al mercado en la primavera de 1979. Además de muchas innovaciones técnicas en el tren de rodaje y el motor, el vehículo cuenta con una carrocería de nuevo diseño con una mejor visibilidad, aumento de espacio y una mayor utilidad. Sin embargo, la innovación más importante que ocultaba bajo esta nueva cubierta: la seguridad de conducción y confort había hecho un enorme salto adelante.

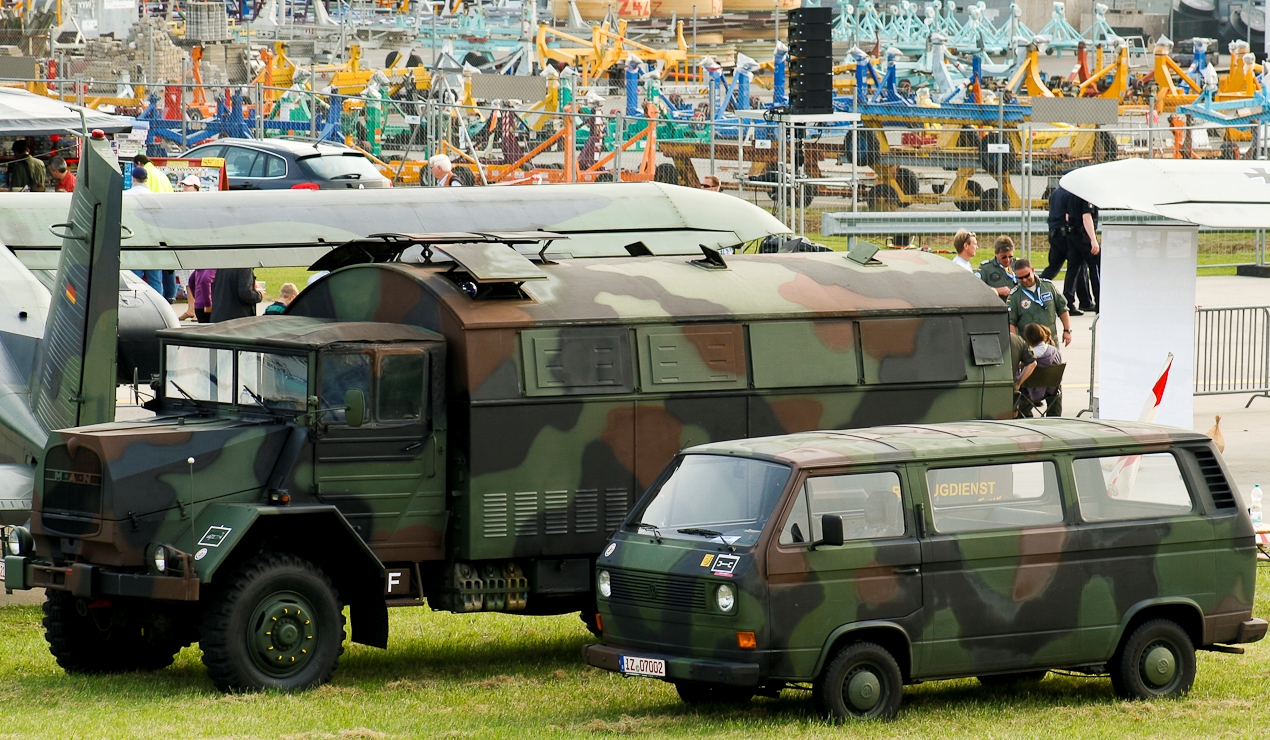
T3 militar

Durante la década de los 80 el Ejército de los EE. UU. y la Fuerza Aérea en Alemania usaron T3 como vehículos administrativos (no-tácticos). En el uso militar, la nomenclatura del vehículo era Light Truck, Commercial.

### 1981
- 25 aniversario de la fábrica de Volkswagen en Hanóver

El 8 de marzo, la fábrica de Volkswagen en Hannóver celebró su 25 aniversario: desde la inauguración, más de 5 millones de vehículos comerciales habían salido de su línea de montaje. El motor bóxer refrigerado por agua y el motor diésel modificado del Golf lograron aportar al Transporter la mejora que tan urgentemente necesitaba. En aquel momento, los responsables del motor diésel seguramente aún no eran conscientes de que acababan de escribir una página totalmente nueva en la historia de éxito de la empresa.
En cualquier caso, los propulsores del nuevo Transporter, algo faltos de fuelle al principio, pasaron rápidamente a ser objeto de mimos y atenciones: en 1982 se introdujeron dos nuevos motores refrigerados por agua y una caja de cambios de 5 velocidades (opcional), en 1983 se lanzó un motor de inyección de 66 kW (89 CV) con catalizador y dirección asistida (opcional), en 1985 comenzó la producción de la versión con tracción integral "Syncro" (cuyas piezas se fabricaban en Hannover y, en virtud de un acuerdo de cooperación, el montaje final se efectuaba en las instalaciones de Steyr Daimler Puch, en Graz) y también apareció un nuevo motor más potente de 82 kW (111 CV) y el turbodiésel.
Inicio de la producción de la versión diésel del Volkswagen Transporter en la fábrica de Hanóver.
El 14 de diciembre, el primer Volkswagen Transporter fabricado por la empresa Volkswagen Argentina S. A. de Buenos Aires sale de la línea de producción.
La generación anterior de motores refrigerados por aire del Volkswagen Transporter es sustituida por motores bóxer refrigerados por agua de nuevo diseño con potencias entre 44 y 57 kW (60 CV y 77 CV).

### 1983

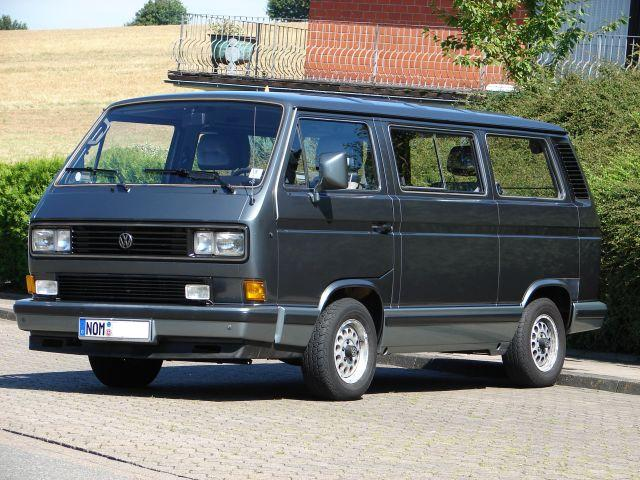
Volkswagen T3 Caravelle Carat

- La berlina de gran tamaño Caravelle

Este año marcó un nuevo hito en la historia del Transporter: el "Caravelle" supuso la aparición de un vehículo equipado con un grado de confort perfectamente equiparable al de un turismo; se puede decir que se trataba de una berlina de gran tamaño. Con este modelo, Volkswagen seguía exactamente la línea de desarrollo iniciada en junio de 1951 cuando se presentó el legendario "Samba Bus". El Transporter no sólo seguía siendo ideal para el transporte, además de un vehículo universal con posibilidades de transformación prácticamente ilimitadas, sino que también se convirtió en un vehículo de diario ideal para las familias, un rutero por excelencia para todo tipo de viajes, una casa sobre ruedas y, en resumen, la libertad hecha automóvil. Ahora el catálogo también incluía motores de inyección con y sin catalizador y una dirección asistida.

### 1984
- Westfalia número 250.000

Para el modelo de camping se sigue confiando en Westfalia y aparece la Volkswagen Westfalia número 250.000.

### 1985
- Syncro, Multivan y Carat

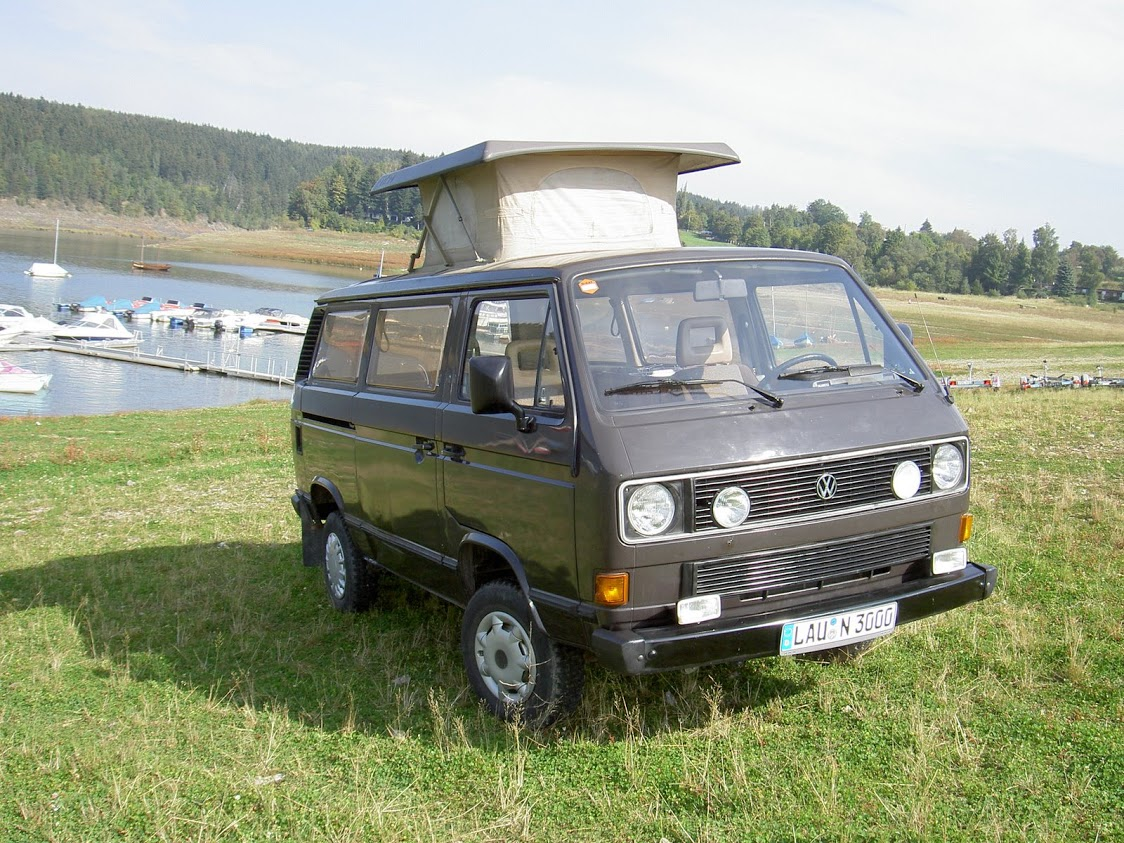
Volkswagen T3 Multivan Syncro

Presentación del Transporter con tracción integral «Syncro», cuyas piezas se fabricaban en Hanóver y, en virtud de un acuerdo de cooperación, el montaje final se efectuaba en las instalaciones de Steyr Daimler Puch, en Graz. Se trataba de un vehículo comercial de gran utilidad, incluso fuera de las carreteras convencionales. Su novedoso sistema de acoplamiento viscoso transmitía al eje delantero una fuerza de propulsión variable en función del estado de marcha, servía como perfecto sustituto de un diferencial intermedio y podía dar lugar automáticamente a un efecto de bloqueo de casi el 100%.
Introducción del turbodiésel y de un nuevo motor de inyección de gran cilindrada.
La idea del «Multivan» vino a cubrir el hueco existente entre el día a día profesional y el fin de semana; la berlina de gran tamaño y uso versátil ha nacido.
Nace el modelo «Carat»  toda una limusina con carrocería de Transporter. Traía un nivel de equipamiento superior que incluía todas las opciones disponibles de serie Este modelo montaba un motor de 2.1 litros que alcanzaba de sobra los 160 km/h, con lo cual se obtuvo un motor que rendía más y consumía menos que el 1.9 litros utilizado hasta el momento.

### 1986

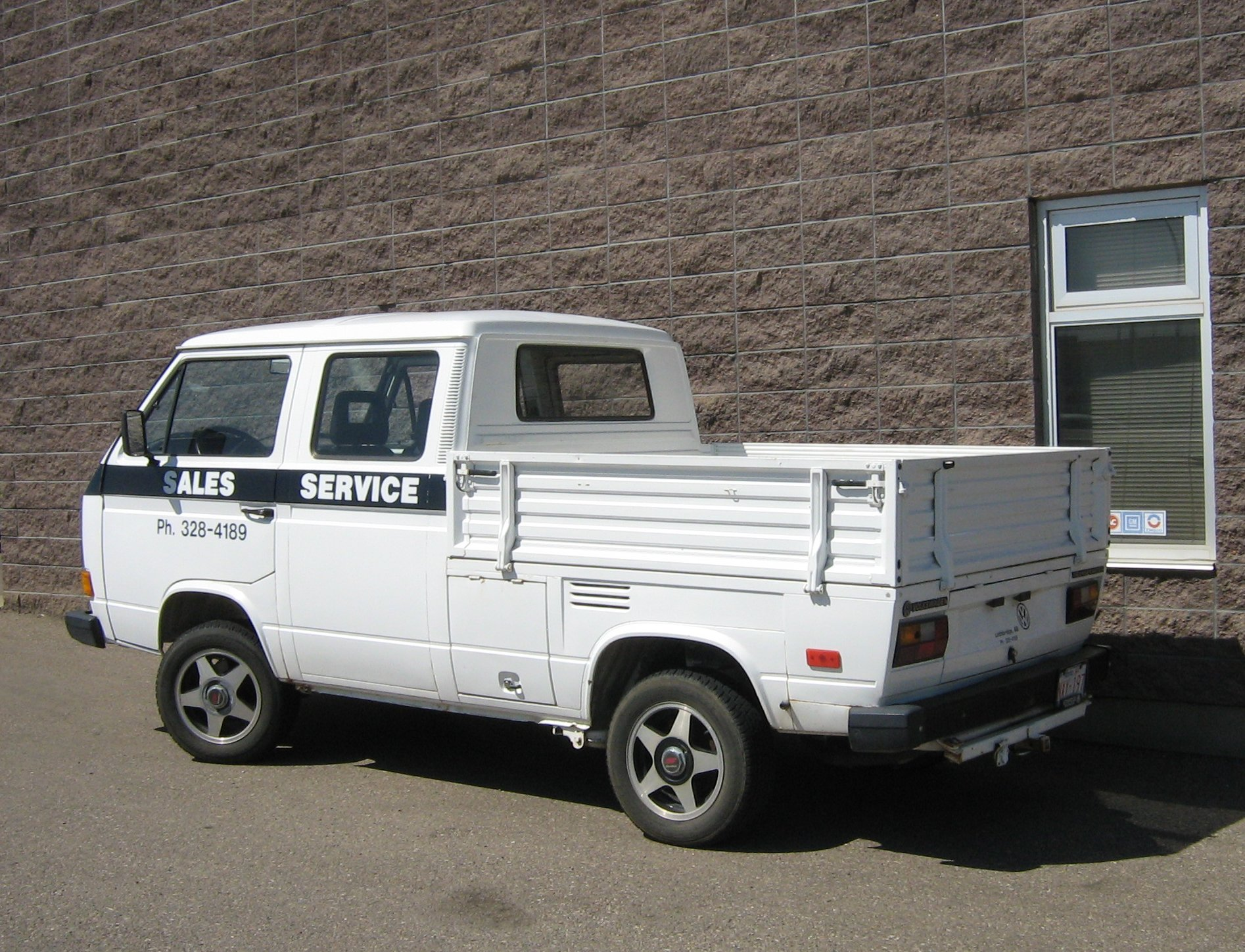
Volkswagen T3 DOKA plataforma pickup cabina doble

- La línea de montaje entrega el Transporter número 6.000.000

Así, el Transporter se convierte indiscutiblemente en el campeón del mundo de su categoría. Sólo en Hanóver se han producido unos 4,6 millones de este vehículo de éxito; y en Wolfsburg, Brasil, África, México y Australia, otros 1,6 millones. El Transporter se comercializa en 180 mercados fuera de Alemania y en 1985 la cuota de exportaciones llegaba hasta el 56,8%.
Su equipamiento de confort se amplía con elevalunas eléctricos y cierre centralizado.
En este mismo año el modelo recibió revisiones incluyendo un tacómetro, más opciones de tapicería, Aire acondicionado, motores más grandes refrigerados por agua con un sistema de gestión del motor más avanzado, y transmisiones rediseñadas incluyendo la novedad del año anterior y como opción la tracción “syncro” en las cuatro ruedas. Los cambios exteriores incluyeron faros rectangulares y las diferentes opciones de pintura.

### 1988

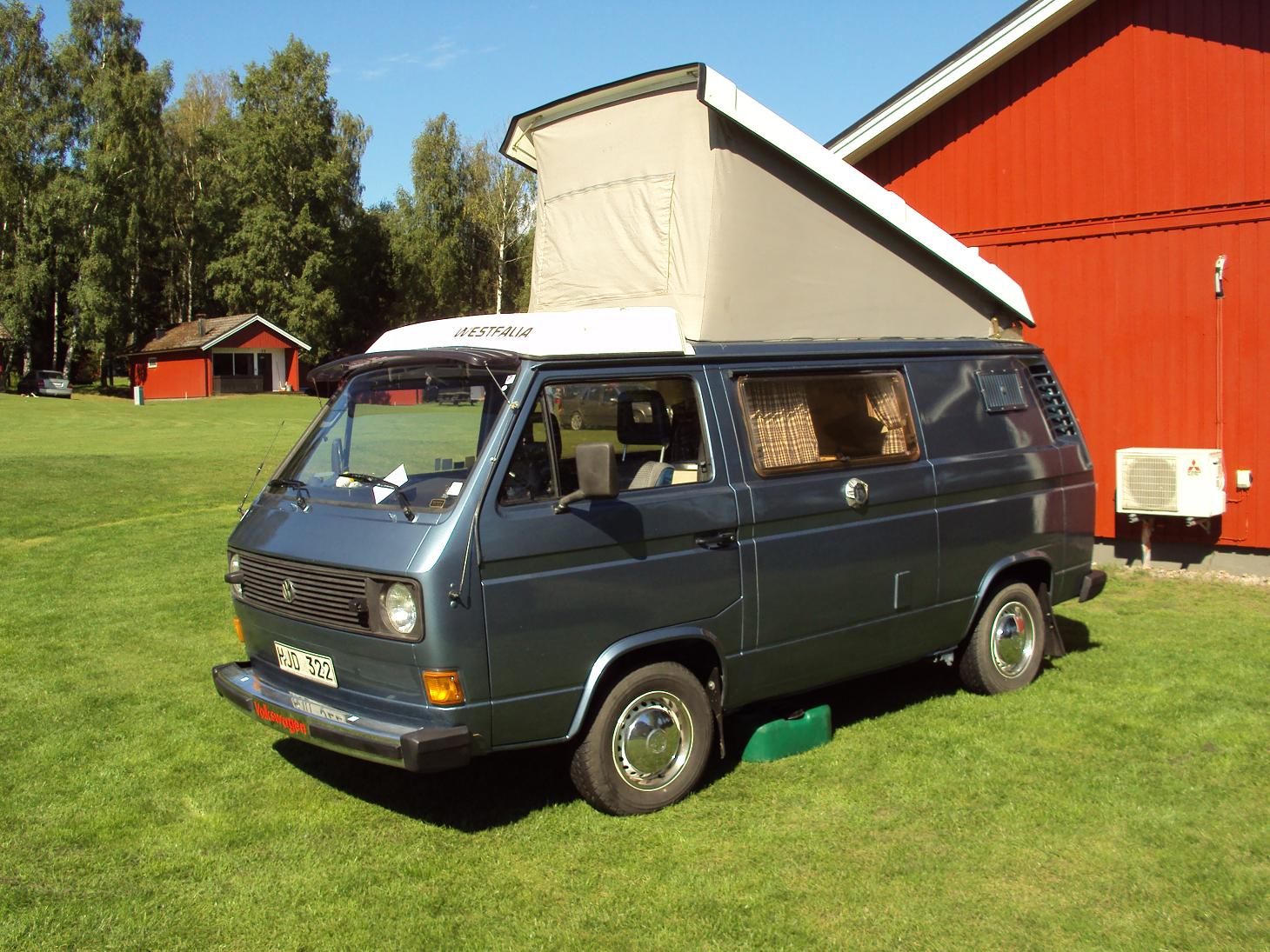
Volkswagen T3 Westfalia Camper

- Presentación del camper de Volkswagen «California»

50 aniversario de la fábrica de Braunschweig. Las instalaciones destinadas originalmente a la formación de aprendices, operarios técnicos e ingenieros son más antiguas que la fábrica principal de Wolfsburg.

### 1989
- Lanzamiento de la T3 Multivan «BlueStar y RedStar».

### 1992
- Las últimas unidades de T3

Se deja de comercializar el modelo T3 en Europa con el lanzamiento de la "Last Limited Edition" Hasta 2002 la T3 se sigue fabricando en Sudáfrica desde 1990 hasta 2002 y montan Motores Audi de cinco cilindros.
El modelo T3 es sustituido por la Volkswagen T4 en todo el mundo.

### 2002

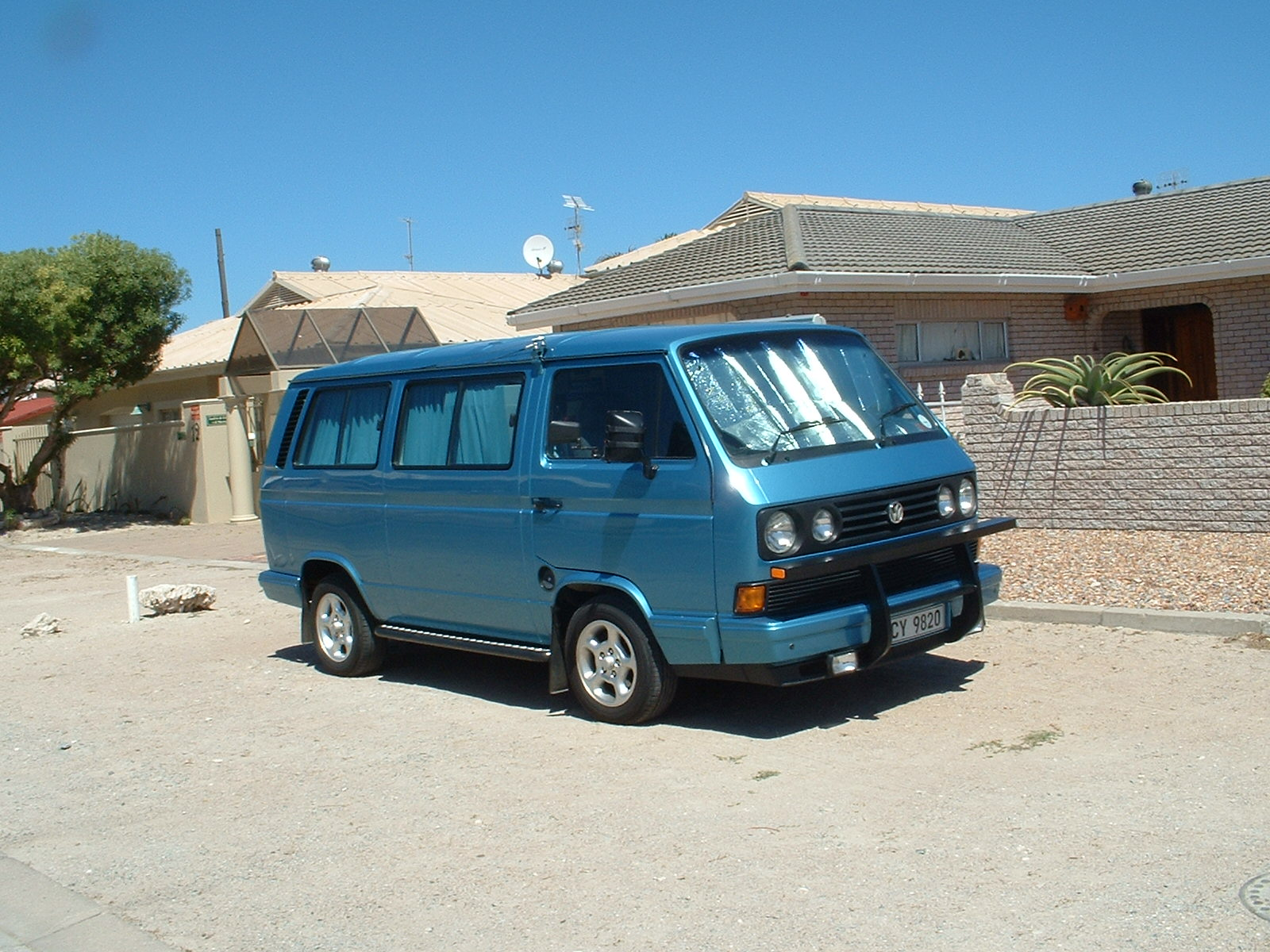
T3 Sudafricana

La producción de la T3 continuó en Sudáfrica hasta 2002 e incluía grandes ventanas redondas y un tablero diferente. Los motores wasserboxer fueron reemplazados por motores Audi de 5 cilindros de 2.500, 2.300 y 2.600 centímetros cúbicos y cajas de cambios de 5 velocidades. 
Cerca del final de la producción la T3 sudafricana, en su gama superior “Exclusiv” incorporaba asientos traseros enfrentados y una mesa plegable.
Se conoce una T3 sudafricana por montar una parrilla delantera de faros que no se encuentra en ningún otro lugar en el mundo. El sudafricano específico T3 llegó a ser conocido como “Big Window T3's” por montar ventanas traseras más grandes.

## Datos básicos
El T3 fue el último en incorporar el motor en la parte trasera.
Debido a la colocación del motor, un T3 tiene casi igual 50/50 distribución de peso.
Después de la T2, la T3 (o Tipo 25) se presentó refrigerado por aire y posteriormente refrigerada por agua.
Volkswagen comercializó la variante camper montada por Westfalia, con características que incluían techo alto rígido o elevable, refrigerador, fregadero y calefacción estática.
Las unidades construidas entre 1980 y 1985 contaron con faros redondos y cromados de acero con topes de plástico. Los modelos refrigerados por aire (fabricados del 1980 a mediados del 1983) carecían de la parrilla inferior por encima del radiador de los modelos refrigerados por agua, excepto en los modelos con aire acondicionado de fábrica.
En 1980 y 1981 las rejillas de ventilación traseras, junto a las ventanas, eran de chapa con 8 laminas, mientras que modelos posteriores las incorporaron de plástico negro con 16 tablillas cubiertas y atornilladas.
Porsche creó una versión llamada B32 como edición limitada. La furgoneta estaba equipado con motor de 3,2 litros "Carrera" que fue desarrollado originalmente para apoyar la participación de Porsche 959 en el París-Dakar.
Oettinger ha desarrolló una versión de seis cilindros llamado WBX6. El motor se deriva del denominado "Wasserboxer" y tenía muchas partes en común con el. El desarrollo del motor se contrató originalmente para Oettinger por VW pero Oettinger compró los derechos cuando VW decidió no usarlo.
Alrededor de 1,3 millones de T3 se producen en la fase de construcción desde 1979 hasta 1992

## Características mecánicas
Con el motor montado en la parte trasera la T3, montaba frenos de disco en la parte delantera y tambores en la parte trasera mucho más grandes. El peso del eje es casi igual a la parte delantera y la parte final del vehículo. A diferencia de la T2, la T3 se disponía de prestaciones como dirección asistida , aire acondicionado, cierre centralizado, espejos eléctricos controlados y calefacción.
La transmisión automática era un estándar hidráulico de tres velocidades, la misma unidad 090/010, tal como se utiliza en Audis de la época. Estos ofreció un molde de aleación de aluminio para la sección de transmisión, y un hierro fundido para la sección de la unidad final.
La transmisión manual era una unidad de cuatro velocidades, con una carcasa de aluminio de aleación ligera; los waterboxers posteriores tenían transmisión de 5 velocidades de serie.
El llenado de aceite se realizaba por un tubo que se encontraba detrás de la puerta abatible bajo la matrícula. Camionetas más tempranas tenían una capa de gas twist-on/off derecho en el exterior justo debajo y detrás de la puerta del lado del pasajero. Un tapón de cierre es opcional. La rueda de repuesto se encuentra en una bandeja en la parte frontal de la camioneta (ya que el motor está en la parte posterior), justo debajo del radiador.

## Motorizaciones
Gasolina
Había cuatro generales de motores de gasolina variantes entre 1979 y 1991, con varios sub-modelos. Todos fueron OHV varilla de empuje horizontalmente opuesto de cuatro cilindros de los motores. Las opciones disponibles del motor difiere entre regiones. Aftermarket VW especialista Oettinger también ofreció la WBX6 , un seis cilindros de la versión.
Refrigerado por aire (1979-1982)
- 1,6 l (1.584 cc) (50 bhp/37 kW) (Serie CT #) refrigerado por aire, de un solo Solex 34 PICT-4 carburador, disponible en modelos de sistemas fuera de EE. UU.
- 2,0 l (1.970 cc) (70 bhp/51 kW) (N.º de Serie CU o CV) refrigerado por aire, doble Solex 34 PDSIT-2/3 del carburador o inyección de combustible (Bosch L-Jetronic, modelos de EE. UU.) y cuatro planos en el 1980 a 1983 ½ modelos

Refrigerado por agua (1983 en adelante)
- 1,9 litros motores:
- 1,9 l (1.913 cc) (83 CV) (Serie DH #) refrigerado por agua (o "Wasserboxer") motor utilizado para el ½ 1983 a 1985 modelos, que utiliza una inyección de combustible del sistema conocido como "Digijet" (Digital Jet-tronic)
- 1,9 l (1.913 cc) (59 CV) (Serie DF #) relación de compresión de 8.6:1, 34-PICT carburador
- 1,9 l (1.913 cc) (76 CV) (Serial # DG) relación de compresión de 8.6:1, carburador 2E3 o 2E4
- 1,9 l (1.913 cc) (55 CV) (Serial # EY) relación de compresión 7,5:1, 34-PICT carburador
- 1,9 l (1.913 cc) (89 CV) (N.º de Serie GW) relación de compresión de 8.6:1, Bosch Digijet inyección electrónica de combustible
- 2,1 litros motores:
- 2,1 l (2.109 cc) (95 CV) (N.º de Serie MV) Wasserboxer, utilizada hasta el final de la importación Vanagon en los EE. UU. en 1991. Este motor utiliza un sistema de gestión del motor más avanzado conocido como Bosch "Digifant I", que ahora el tiempo de encendido digital gestionado, así como el suministro de combustible.
- 2,1 l (2.109 cc) (90 CV) (Serial # SS) Wasserboxer relación 9:1 de compresión
- 2,1 l (2.109 cc) (112 CV) (DJ Serial #) 10:1 relación de compresión, inyección Digijet, sólo se venden en los países europeos que no requieren convertidor catalítico.

El Wasserboxer ofreció una caja de aluminio, culatas, y pistones, y un cigüeñal de acero forjado. El Wasserboxer, al igual que todos los motores bóxer VW tiene un tren de válvulas de engranajes. También ofreció Heron, o "bowl-in-pistón" cámaras de combustión de tipo donde la combustión se lleva a cabo dentro del área del pistón, y no en la culata.
El cambio a la refrigeración por agua para los motores bóxer se hizo a mediados de año en 1983. La T2, generación anterior, que se produjo hasta el año 2013 en Brasil, se cambió a los motores 1.4 con tecnología Total Flex, refrigerados por agua, pudiendo utilizar etanol o gasolina, indistintamente desde 2005.
Oettinger WBX6 (de reposición)
- 3,2 l (3.164 cc) (165 CV) VW-Wasserboxer Oettinger, el combustible inyectado.
- 3,7 l (3.664 cc) (180 CV) VW-Oettinger Wasserboxer, la inyección de combustible.

El motor de seis cilindros, como se usa en la WBX6 VW Oettinger fue desarrollado por VW en conjunción con Oettinger para su uso en la T3. Cuando abandonó el VW Oettinger proyecto tomó el diseño, lo refinaron y lo puso en el mercado. Como tal, las acciones de seis cilindros muchas partes con el Wasserboxer de cuatro cilindros.
Motores diésel
En contraste con los motores de gasolina estándar y cuatro planos, todos los motores diésel opciones eran de una línea de configuración.
- 1,6 l (1.588 cc) (48 CV) (Serie CS #) Motores atmosféricos Diesel I4, disponible en los EE. UU. en 1982 modelos.
- 1,6 l (1.588 cc) (70 CV) (N.º de Serie JX) I4 turbo.
- 1,7 l (1.715 cc) (54 CV) (Serial # KY) Natural aspirado I4.